# Örefjärden-Snöanskärgården
Örefjärden-Snöanskärgården är ett naturreservat i Nordmalings kommun och Umeå kommun i Västerbottens län.
Området är naturskyddat sedan 2012 och är 475 kvadratkilometer stort. Reservatet omfattar hav, öar och kustområden i Norra Kvarken sydost om Nordmaling. Inom reservatet ingår det som tidigare var Bondens naturreservat som inrättades som naturreservat 1937.